# شمعاوات المنقار
الشمعاوات المنقار (الاسم العلمي: Estrildinae) هي أسرة من الطيور تتبع فصيلة شمعية المنقار من رتبة العصفوريات           .	

## أجناس
- شمعي المنقار (الاسم العلمي: شمعي المنقار)
- الزغيم (الاسم العلمي: زغيم)
- الأمندافا (الاسم العلمي: Amandava)
- (الاسم العلمي: Clytospiza)
- (الاسم العلمي: Cryptospiza)
- (الاسم العلمي: Euschistospiza)
- (الاسم العلمي: Hypargos)
- (الاسم العلمي: Lagonosticta)
- (الاسم العلمي: Mandingoa)
- (الاسم العلمي: Nesocharis)
- (الاسم العلمي: نيغريتا)
- (الاسم العلمي: Ortygospiza)
- (الاسم العلمي: Parmoptila)
- (الاسم العلمي: Pyrenestes)
- (الاسم العلمي: Pytilia)
- (الاسم العلمي: Spermophaga)
- (الاسم العلمي: Uraeginthus)